# Засоляване на почвите
Засоляването на почвите е една от причините за намаляване на почвеното плодородие. Когато съдържанието на разтворими във вода соли надхвърля 2,5 %, почвите се считат за засолени. Нерядко обаче почви с 1-3 % съдържание на соли също се считат за засолени. Най-често почвите се засоляват от хлоридите и сулфатите на натрия, калция и магнезия, по-рядко - от нитратите на натрия и калция. Границата на содовото засоляване е най-ниска – само 0,1 %.
Културните растения се развиват добре върху незасолени почви, тъй като на засолени растителността се разяжда. На засолени почви растат халофитите, които са се приспособили към солеността на почвите. Тяхното появяване служи за инндикатор на засоляването.
Засолените почви обикновено заемат равнинни терени със слаб или без отток на повърхностните води. При това положение водите, които носят почвеният разтвор, се изкачват много близко до повърхността и при изсъхване на почвата солите кристализират. Засоляване се получава също при широко прилагане на изкуствено напояване. Използваната вода от реките съдържа разтворени различни соли, особено натриев хлорид. При интензивно изпарение и многократно заливане разтворите се концентрират и солите кристализират.
Отсоляването на почвите става по естествен път – чрез валежите. Дъждовната вода почти не съдържа соли, тя ги разтваря и когато има възможност да се оттече или проникне на дълбоко в долните хоризонти на почвата, привежда повърхностния слой в нормално състояние.

## Екологичен проблем
Засоляването на почвите се превръща в сериозен екологичен проблем, когато това е в резултат на човешка дейност. Ярък пример е изчезването на големия воден басейн на Аралско море и появата на огромни площи със засолени почви. Освен непригодността им за използване за стопански цели, те са и замърсители на околните пространства в Аралската равнина.